# Carlos Calderón y Vasco
Carlos Calderón y Vasco (Granada, 13 de junio de 1845–París, 9 de noviembre de 1891) fue un militar español que combatió en la tercera guerra carlista como coronel del batallón de Radica, segundo de Navarra.
Se distinguió en la batalla de Eraul por una carga de caballería que se hizo famosa; y en Velabieta, donde perdió su caballo. También mandó el batallón denominado “Guías del Rey”. Fue además jefe de la escolta personal de Carlos VII. Calderón ganó en los campos de batalla tres cruces rojas del Mérito Militar y fue ascendido a general de brigada.
Carlos Calderón fue uno de los jefes carlistas con quien más confianza tuvo Carlos de Borbón y Austria-Este, con quien siguió manteniendo una estrecha amistad tras el fin de la guerra. Fue caracterizado como un sportsman de la alta sociedad de Madrid.

## Biografía
Nacido en una familia acomodada de Granada, se dedicó a la carrera militar. Mediante los oportunos exámenes fue muy joven nombrado alférez de Caballería y destinado al regimiento de Coraceros del Príncipe, con el cual, y a las órdenes del general Zavala, salió a operaciones contra Prim, en enero de 1866.
Nombrado, con este motivo, teniente, fue a San Petersburgo con el destino de ayudante de campo del general duque de Osuna, embajador de España en Rusia, imperio en el que permaneció hasta la revolución de septiembre de 1868.
Hijo del senador por Granada, Carlos Manuel Calderón y Molina (1817-1864) y de Josefa Vasco, no tenía antecedentes carlistas. Se decía que su padre, que murió cuando él era joven, había hecho la mayor parte de su fortuna comprando bienes de la iglesia, cosa odiosa para los carlistas; lo cual no predisponía mucho a favor de estos a su heredero. No obstante, Don Carlos había declarado que él no sería más papista que el papa, y que si la Santa Sede había echado un velo sobre la desamortización, no quería que se molestara a los que se habían aprovechado de ella.

### Revolución de 1868

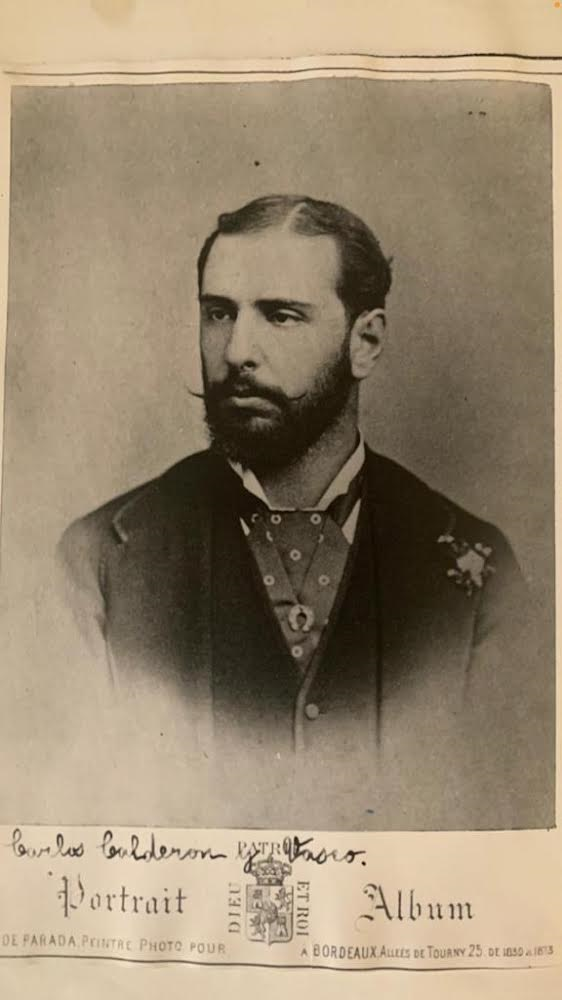
Carlos Calderón retratado en Burdeos.

Tras la caída Isabel II, Carlos Calderón abandonó la carrera diplomática y el Ejército y se fue a vivir a España, junto a su madre, a la que encontró metida de lleno en los centros más ardientemente carlistas, con los cuales se puso tanto más fácilmente en contacto cuanto que en ellos se encontraban sus amigos personales más íntimos: los marqueses de la Romana, Francisco Cavero, etc. Por otra parte, sentía la nostalgia de la carrera militar y al persuadirse de que venía encima la guerra se resolvió a ofrecer su espada a Carlos de Borbón y Austria-Este, al que se presentó en París a principios de diciembre con este objeto. Don Carlos de Borbón le destinó a sus inmediatas órdenes con el empleo de capitán.
El joven Calderón, caballero del Hábito de Alcántara, perteneciente a una familia ilustre y poseedor de una cuantiosa fortuna, lo había dejado todo y abandonó cuantas ventajas le ofrecía su brillante posición, para consagrarse exclusivamente y con el mayor entusiasmo al servicio de Carlos VII, de cuyo lado no se separó, sino para desempeñar importantes comisiones cerca de varias cortes europeas, o bien para trabajar activamente en la realización de los empréstitos y en la adquisición de armas.
Implicado también en la lucha política, en las elecciones de 1872 Carlos Calderón fue elegido diputado a Cortes como candidato carlista por el distrito de Santa Fe, derrotando a su rival, el candidato ministerial Pedro Borrajo de la Bandera. Sin embargo, no llegaría a tomar posesión de su cargo, pues su acta fue anulada tras el estallido de la tercera guerra carlista.

### Tercera guerra carlista
Tanto Carlos Calderón como su madre hicieron generosos sacrificios pecuniarios en los preparativos de la guerra. La madre, Josefa Vasco, ya viuda, se separó de sus hijos los duques de la Unión de Cuba y los marqueses de Castro-Serna, abandonando todas las comodidades de su condición social para participar activamente en la tercera guerra carlista, en la que se dedicó a mitigar los sufrimientos de los heridos, a quienes cuidaba ella misma. Fundó numerosos hospitales, secundando eficazmente con notable celo y actividad, y ayudando poderosamente con sus riquezas, a Margarita de Borbón Parma, esposa del pretendiente Don Carlos. Carlos VII agraciaría posteriormente a Josefa Vasco con el título de marquesa de la Caridad, en recompensa de los servicios que había prestado a la Cruz Roja carlista (que llevaba aquel nombre y que presidía en persona Doña Margarita, teniendo como primera vicepresidenta a Josefa Vasco de Calderón).

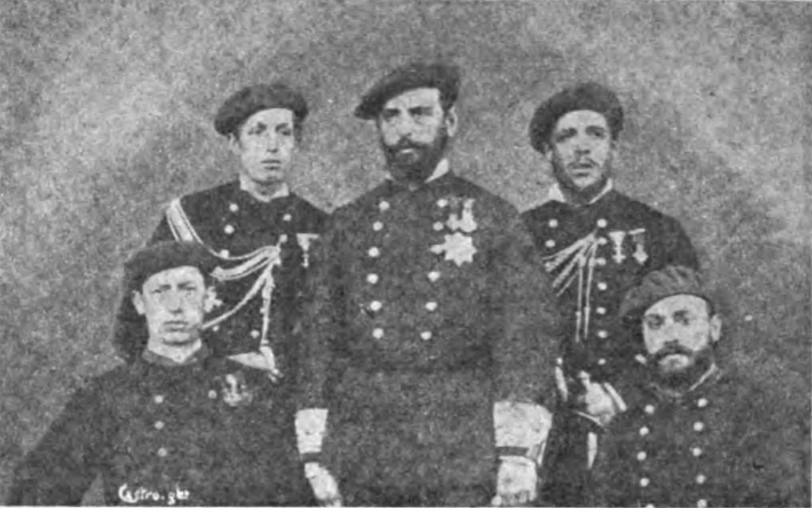
Carlos Calderón y su Estado Mayor.

Carlos Calderón entró en España con el cargo de Oficial de Órdenes de Carlos VII y se acreditó de valiente en Oroquieta.
Vuelto a Francia, permaneció emigrado hasta que en la noche del 20 de diciembre de 1872 atravesó nuevamente la frontera a las inmediatas órdenes del general Ollo, a cuyo lado se batió en el ataque de Azpeitia, el día 29 de enero siguiente, y por quien fue nombrado comandante 2.º. Jefe del Batallón 2.º. de Navarra, al organizarlo Radica.
Calderón peleó en la acción de Monreal, se distinguió en el ataque de Oñate, en donde entró a la bayoneta sólo con dos compañías; en la acción de Eraul dio otra carga brillante a la cabeza de cuatro compañías de su batallón y siempre haciéndose notar por su arrojo, asistió a la acción de Lecumberri, al ataque y toma de Estella, a la acción de Dicastillo y a la de Puente la Reina.
Ascendido por esta última a teniente coronel, dirigió en Velabieta (en donde le mataron el caballo) cinco cargas a la bayoneta en unión de Radica. Cuando el sitio de Portugalete se le encargó de custodiar al Batallón Cazadores de Segorbe, que cayó prisionero y cuya oficialidad se mostró altamente reconocida al buen trato que recibió de aquel distinguido jefe, tan amable y generoso con los vencidos, como valiente en medio de los combates.
También en las batallas de Somorrostro y San Pedro Abanto se distinguió tanto Calderón, que por el relevante mérito que en ellas contrajo, fue nombrado coronel y 1.er jefe del segundo Batallón de Navarra.
Encargado al poco tiempo del mando del Batallón Guías del Rey, a su frente se cubrió de gloria el coronel Calderón en la batalla de Urnieta, el 7 de diciembre de 1874, y en la de Lácar, en la que con su bravura ganó la faja de brigadier, tomando tres veces a la bayoneta Monte-Esquinza.
Destinado a la División de Navarra, el brigadier Calderón combatió en la batalla de Treviño, en la que con las fuerzas de su mando ocupó el alto del Cuervo y protegió la retirada del ejército carlista, en unión de los coroneles Simón de Montoya y Marcelino Martínez de Junquera.
El 17 de febrero de 1876 Calderón se vio atacado por dos divisiones en la parte de la Solana y una brigada en la de Esquinza; para hacerlas frente sólo contaba con los batallones 1.º y 12.º de Navarra y algunas compañías alavesas; no obstante, sostuvo todo el día un rudo combate en el que hizo 400 bajas al enemigo; aquella noche atacó a éste a la cabeza de dos compañías, desalojándole de Arellano y haciéndole nueve prisioneros. Reanudada la acción al día siguiente, se vio atacado por tres puntos a la vez; pero el coronel Barón de Sangarrén en unas zanjas, el 1.º de Navarra sobre Monverde y Calderón con el 12.º en el bosque de Arellano, hicieron retroceder al enemigo cinco veces con otras tantas cargas a la bayoneta, hasta que al verse completamente rodeados y abrumados por tantas fuerzas, y fatigada ya la gente de Calderón, mientras que el enemigo era reforzado con ocho batallones al mando de Tássara, empezaron los carlistas a despeñarse huyendo hacia Estella.

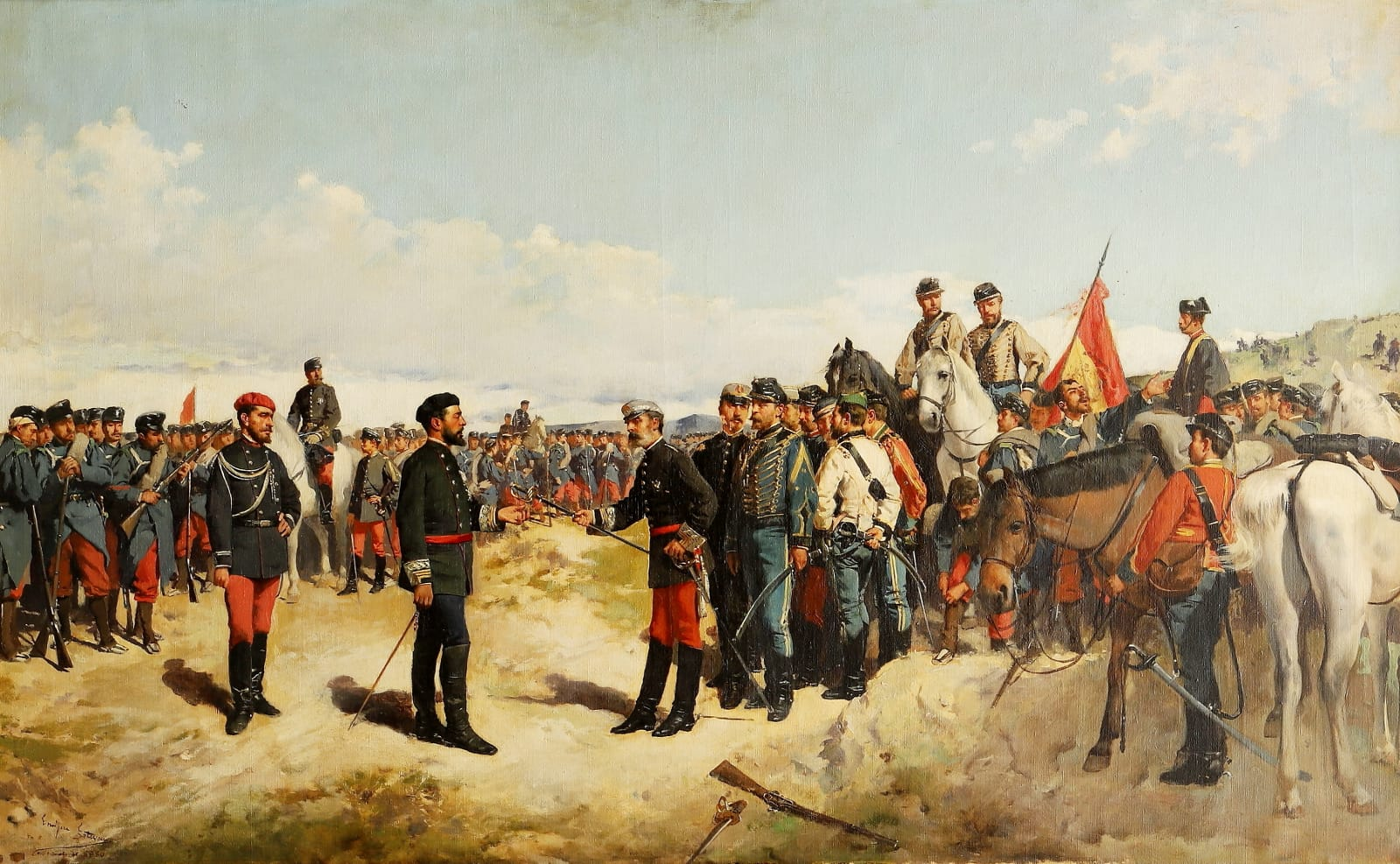
Carlos Calderón en Montejurra (cuadro de Enrique Estevan y Vicente).

A pesar de todo, el brigadier Calderón siguió combatiendo. Ordenó otra nueva carga (en la que fue herido el jefe de Estado Mayor Ricardo Suarep) y se retiró ordenadamente al fuerte de Montejurra, aprovechando el desorden que acababa de introducir en los batallones liberales. Cesó el fuego, pero rehechos al fin los enemigos al cabo de una hora, se lanzaron por varios puntos sobre el fuerte, defendiéndolo bravamente por espacio de media hora los pocos voluntarios que en él habían quedado, pero viéndose desbordados y acosados por todas partes, se apoderó de ellos el pánico y huyeron hacia Estella, dejando sólo con su ayudante, Henestrosa, al brigadier Calderón, quien aunque ya había sido herido no quiso abandonar el fuerte, el cual, huérfano de defensores, cayó en poder de las tropas liberales.
Los generales enemigos, Primo de Rivera y Cortijo, felicitaron entonces al brigadier Calderón por la heroica defensa que había hecho, devolviéndole la espada tanto a él como a su ayudante, y dejándoles prisioneros bajo palabra de honor. Aquella galante delicadeza del general Primo de Rivera, a quien Calderón conocía personalmente, y otras muchas que con él usó, sacaron de quicio a los revoltosos navarros, entre los cuales empezó a circular la voz de que su general los había traicionado, habiendo vendido Montejurra al enemigo por cinco mil duros, suma que él se gastaba en la menor de las fiestas que con frecuencia ofrecía.

### Exilio
Terminada la guerra y puesto en libertad Calderón (ascendido a mariscal de campo por el heroísmo con que se portó en Montejurra) fue a Francia a ponerse nuevamente a las órdenes de Don Carlos de Borbón, con quien pasó largas temporadas en el extranjero, recibiendo de él repetidas muestras de afecto.
La voz de la supuesta traición de Calderón persistió tanto tiempo, que aún en 1877, un año después de la guerra, en el palacio de la marquesa de la Rochejacquelein, en París, el general carlista Lizárraga no quiso estrechar la mano que Carlos Calderón le tendía, y abandonó el salón sin saludarle. No obstante, esta calumnia no hizo nunca la menor mella en el ánimo de Don Carlos de Borbón, que le conservó hasta la muerte grandísimo afecto, conviniendo los dos que, mientras vivieran, pasarían juntos todos los años el día de su santo.
En cumplimiento de esta palabra, todos los años Calderón llegaba a Venecia el 2 o el 3 de noviembre y permanecía en el palacio Loredán (donde residía su rey proscrito) un par de semanas.
Calderón estableció su residencia en París, aunque mantuvo empresas y negocios en España y América. Llegó a ser director de la Compañía Transatlántica y de los ferrocarriles mexicanos.

### Propiedades en España
Una vez pudo regresar a España, en 1882 Calderón edificó una grandiosa casa de campo, que aún se conserva, en la finca de caza Nava el Sach (provincia de Jaén), la cual había adquirido en 1871, antes de la guerra. En esta finca, considerada la más importante y privilegiada de las dehesas de Sierra Morena, se llegó a ver a Calderón monteando con el rey Alfonso XII hacia el año 1885, lo cual causó cierta sorpresa al haber Calderón combatido la monarquía alfonsina. Según Luis García Sánchez-Berbel, la razón que pudo llevar a Calderón a invitar a su antiguo enemigo en el trono era que aquello le permitía extender la renombrada fama de su finca, conocida por entonces como el Coto de los Calderones.
Carlos Calderón heredó además la lujosa residencia del Carmen de los Mártires en Granada, que había construido su padre. Con motivo de los actos de conmemoración del cuarto centenario del descubrimiento de América, la reina regente María Cristina, acompañada del niño Alfonso XIII, tenían previsto un viaje a Granada. El Ayuntamiento propuso que se alojasen en el Carmen de los Mártires, pero se creía que al ser carlista su propietario, no la cedería, a pesar de residir fuera de Granada. No obstante, el alcalde realizó una petición en nombre de la ciudad y Calderón contestó que para los Reyes de España, que no lo eran en derecho, no cedería su casa, pero que para la ilustre dama que ocupaba el trono, no como Reina, pero sí como augusta señora, tenía la más alta satisfacción de ofrecerla. Debido a este suceso, se prodigaron grandes elogios a Calderón en Granada.

### Extraña muerte
La víspera de su muerte, el 8 de noviembre de 1891, había dado en su lujoso piso del bulevar Malesherbes una espléndida fiesta en honor de los grandes duques Vladimiro, que le habían distinguido extraordinariamente durante el tiempo que había permanecido en la Embajada de San Petersburgo; en ella fueron aplaudidos los primeros cantantes de la Ópera y las más famosas actrices de la Comédie-Française, así como una vidente (tal vez, madame de Thèbes), que invitó a los asistentes a una sesión de espiritismo.
Según relató en sus memorias el conde de Melgar (secretario de Carlos VII), principiando por el amo de la casa, la vidente rogó a Calderón que evocase con el pensamiento, sin pronunciar su nombre, algún muerto, con quien le pondría en contacto. Carlos Calderón evocó a la difunta duquesa de Osuna, con quien, de acuerdo con Melgar, había tenido tan íntimas relaciones, y le preguntó dónde se hallaba en aquel momento y si estaba contenta con su suerte, a lo que contestó la evocada por boca de la vidente:

—Estoy en un sitio horroroso, donde padezco de insoportables torturas; pero hoy he recobrado un poco de ánimo porque acabo de saber que dentro de breves momentos te tendré a mi lado.

Carlos Calderón era famoso por su manera de reír, y el calificativo de homérico encajaba perfectamente con sus carcajadas, que hacían temblar las paredes; pero Robledo, su criado, decía que nunca le había oído reír tan de buena gana como al relatarle aquel suceso.
Aunque Robledo tenía orden de no despertarle hasta que él le llamase, cuando vio que había pasado medio día sin que diese señales de vida se asomó a la alcoba, pues Calderón era madrugador. Se hallaba, en efecto, despierto, pero con aire muy fatigado, y le dijo:

—Me siento muy oprimido; vuelve dentro de un par de horas. Quisiera descansar un poco.

Volvió a las tres o las cuatro, y lo encontró desfigurado, agitándose en el lecho y diciendo: «Un cura, que venga un cura. ¡Me muero!» Mientras fueron a buscar al sacerdote, el moribundo, pues ya lo era, encargó a su ayuda de cámara que, apenas le enterrasen, se fuese a Venecia y entregase a Carlos VII, para que los conservase en la sala de banderas del palacio Loredán, varios recuerdos, entre ellos el último sable que había usado durante la guerra, sus condecoraciones y el casco de la granada que mató a Ollo, Radica y Escudero, y al cual estaba todavía adherido un pedazo de paño rojo de un pantalón de uniforme.
Tras su muerte, el pretendiente Don Carlos escribió una carta a la hermana de Calderón, la duquesa de la Unión de Cuba en la que decía:

Con la muerte de tu hermano pierdo un amigo fiel, un servidor heroico, un compañero leal de los buenos como de los malos días cuya nobleza de alma he podido apreciar en más de veinte años de trato continuo, y España pierde uno de los caracteres generosos, activos y emprendedores de que está tan necesitada.

Carlos Calderón fue enterrado en la capilla familiar de la finca Jesús del Valle, en el Valle del Río Darro, cerca de Granada y dejó en esta ciudad una fundación religiosa para enseñanza en las calles Recogidas y Solarillo de Gracia que fue demolida en el siglo XX. En 1980 sus restos fueron exhumados y trasladados al cementerio de San José de Granada, donde reposan actualmente.

## Donjuanismo
Carlos Calderón es un tipo muy representativo del donjuanismo al uso del siglo XIX, en la Corte, en los salones y en los campamentos. Así retrataba a Calderón su rey Carlos VII en 1870:

Tendrá ahora veinticinco años, y cuando se siente un poco, creo que valdrá. Tiene corazón y bastante buen criterio; es valiente y decidido. Algo corredor y muy alborotado. Ha hecho sacrificios pecuniarios por la Causa y está dispuesto a hacer más. Tiene un buen fondo, pero ha sido mal educado. No le han inculcado principio alguno, pero defiende los nuestros con entusiasmo, aunque no practica la Religión. A mí me quiere de veras. Nunca adula; si peca, será por el lado contrario. Tiene la noble ambición de la Ordenanza; es muy pundoroso y desea llegar a ser algo, pero mereciéndolo. Le gusta discutir, y en la discusión da a conocer que no carece de talento, pero un talento natural al cual falta el pulimiento. A veces, pasa horas enteras con Aparisi, y dice que piensa idénticamente como él, lo que no deja de sorprender a los que le conocen y saben lo calavera que es, pero buen calavera. Tiene buenos modales en sociedad, y era uno de los elegantes de París. Espero, dentro de unos años, escribir otra vez sobre Calderón y decir de él cosas grandes, pues le creo capaz de ellas.

## Bradomín
Valle-Inclán reconoció haberse inspirado en Carlos Calderón para el personaje de sus Sonatas, el marqués de Bradomín, un Don Juan con la condición de cruzado. Bradomín estuvo en Tierra Santa, fue guardia noble del papa y capitán de Lanceros al servicio de su rey, Carlos VII.